# Карагаш (Омская область)
Карагаш — аул в Шербакульском районе Омской области России. Входит в состав Красноярского сельского поселения.

## История
Основан в 1865 году. В 1928 г. состоял из 24 хозяйств, основное население — казахи. В составе Аульного № 2 сельсовета Борисовского района Омского округа Сибирского края.
В соответствии с Законом Омской области от 30 июля 2004 года № 548-ОЗ «О границах и статусе муниципальных образований Омской области» аул вошёл в состав образованного муниципального образования «Красноярское сельское поселение».

## Население
| 2010 |
| ---- |
| 116  |

Гендерный состав
По данным Всероссийской переписи населения 2010 года в гендерной структуре населения из 116 человек мужчин — 55, женщин — 61	(47,4 и 52,6 % соответственно)
Национальный состав
В 1928 году основное население — казахи.
Согласно результатам переписи 2002 года, в национальной структуре населения казахи составляли 100 % от общей численности населения в 271 чел..